# Riyu Ohta
Riyu Ohta (太田 りゆ, Ōta Riyu), née le 17 août 1994 à Ageo, est une coureuse cycliste japonaise. Spécialisée dans les épreuves de sprint sur piste, elle a été plusieurs fois médaillée lors des championnats d'Asie.

## Biographie
Riyu Ohta est active au niveau international depuis 2017. Aux championnats d'Asie sur piste en 2017 et 2018, elle remporte la médaille de bronze de la vitesse par équipes avec Kayono Maeda. En 2018, elle est également devenue championne nationale du keirin. Lors du keirin de la Coupe du monde 2018-2019 à Hong Kong, elle se classe deuxième derrière la star locale Lee Wai-sze. En 2020, elle est double championne du Japon, en vitesse individuelle et par équipes.
Après les Jeux olympiques de Paris 2024, elle arrête sa carrière internationale pour se concentrer sur les compétitions de keirin au Japon.

## Palmarès

### Jeux olympiques
- Paris 2024
  - 9e du keirin

### Championnats du monde
- Pruszkow 2019
  - 16e du keirin
- Berlin 2020
  - 19e du keirin
  - 26e de la vitesse individuelle

### Coupe du monde
- 2018-2019
  - 2e du keirin à Hong Kong

### Championnats d'Asie
- New Delhi 2017
  -  Médaillée de bronze de la vitesse par équipes (avec Kayono Maeda)
- Nilai 2018
  -  Médaillée de bronze de la vitesse par équipes (avec Kayono Maeda)
- New Delhi 2022
  -  Médaillée d'or de la vitesse
  -  Médaillée d'argent de la vitesse par équipes
- Nilai 2023
  -  Médaillée d'or de la vitesse
  -  Médaillée d'argent de la vitesse par équipes
  -  Médaillée de bronze du keirin

### Jeux asiatiques
- Hangzhou 2022
  -  Médaillée de bronze de la vitesse individuelle

### Championnats nationaux
- Championne du Japon du keirin en 2018
- Championne du Japon de vitesse individuelle en 2020
- Championne du Japon de vitesse par équipes en 2020, 2022 et 2023